# Trichonephila fenestrata
Trichonephilia fenestrata es una especie de araña nefílida que se encuentra en Sudáfrica y Zambia. Los machos de esta especie a menudo autotomizan sus patas como una contraadaptación al canibalismo sexual de las hembras.

## Galería de imágenes

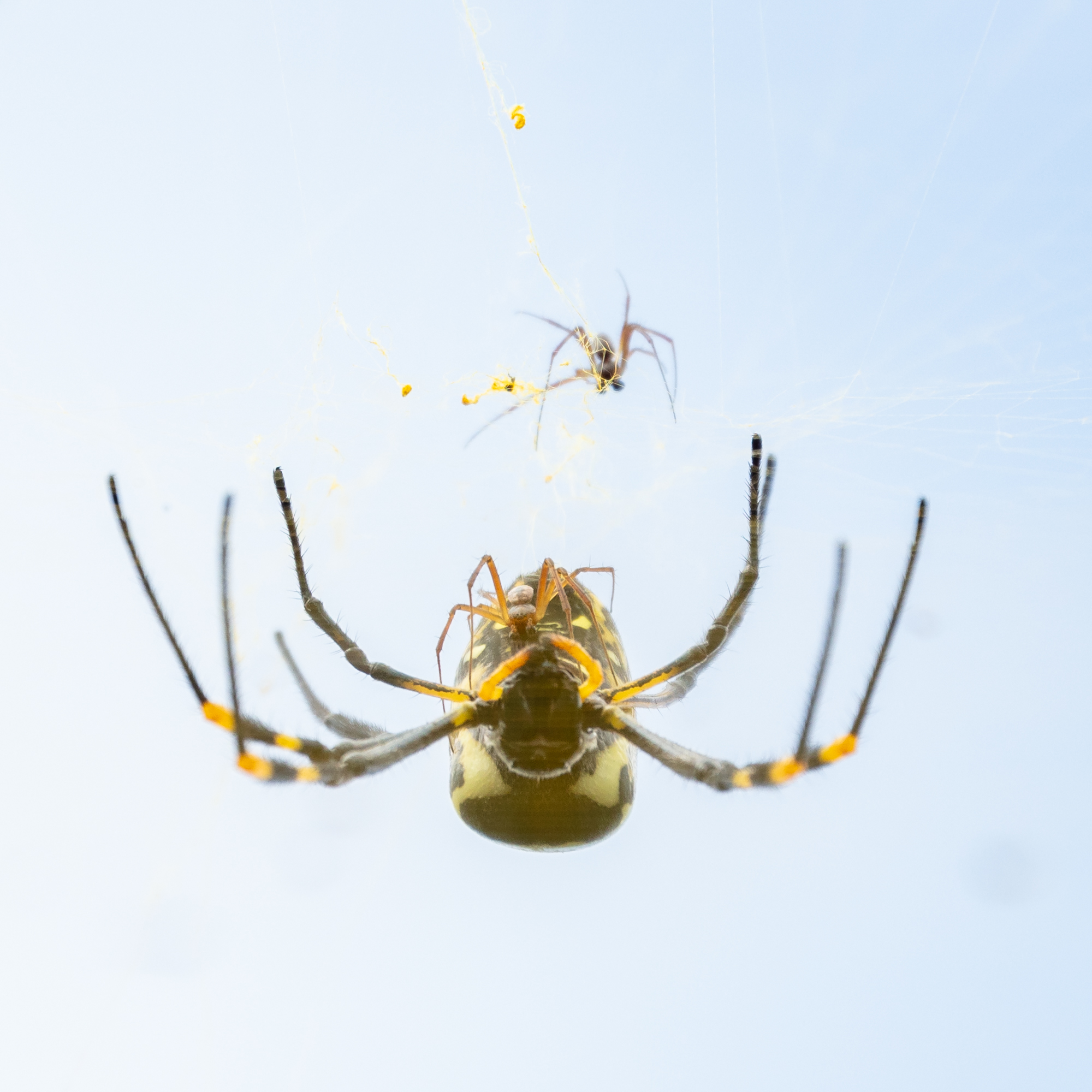
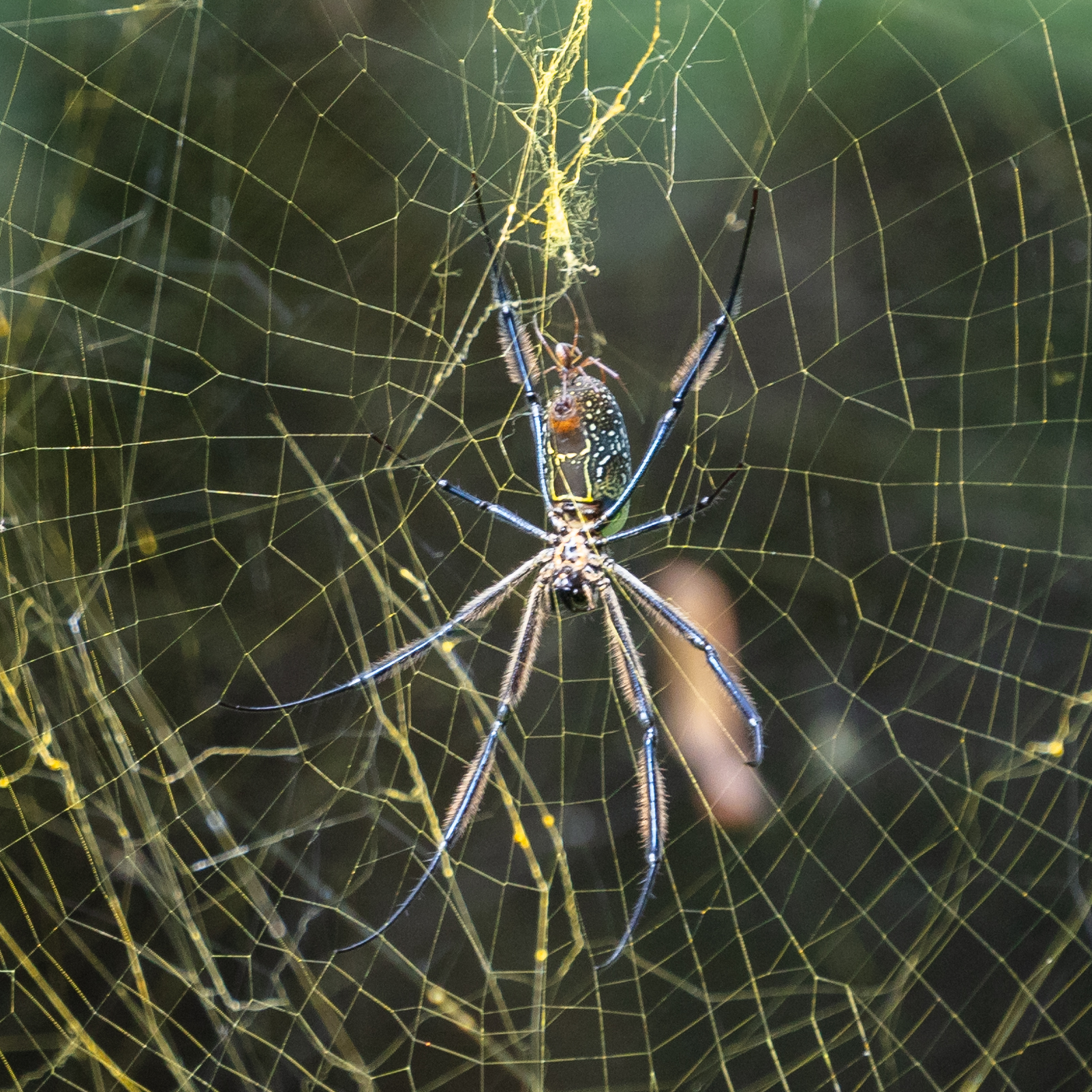
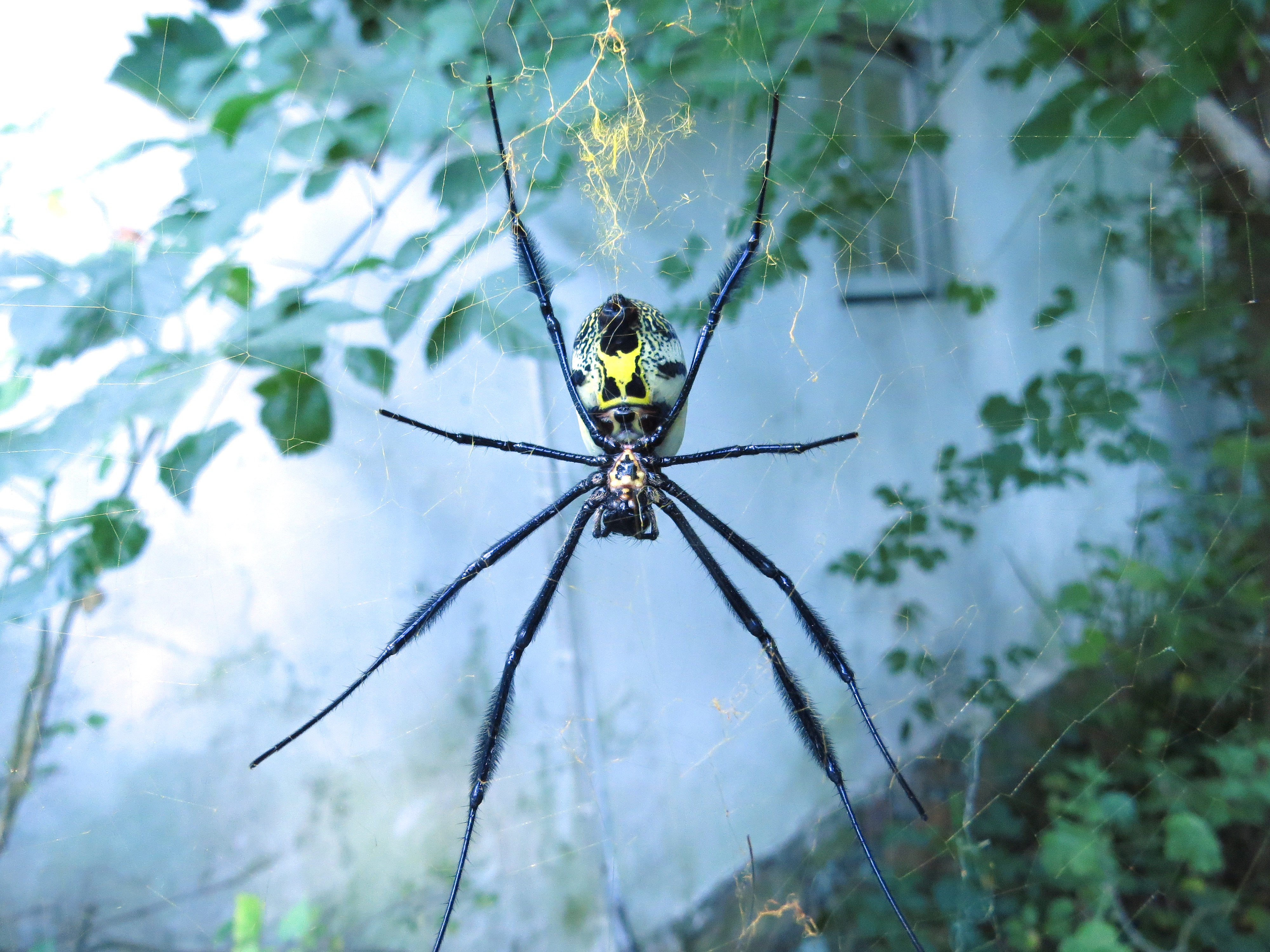

- Datos: Q116263148